# ［12:00］
《[12:00]》是韓國女子音樂組合本月少女完整体的第三张迷你專輯，该专辑由Blockberry Creative制作，于2020年10月19日由Kakao M发行。参与了上一张专辑《[#]》制作的SM娛樂创始人和制作人李秀满也参与了这张迷你专辑的制作。上次回归时缺席的组合队长夏瑟因为健康问题同样没能参与本张专辑的回归。
《[12:00]》收录包括主题曲〈Why Not?〉和英文单曲〈Star〉在内的八首歌曲，并拍摄和发布了〈Why not?〉和〈Star〉的音乐录像带。专辑延续了《[#]》的「Girl Crush」风格，包含了放克、谣曲以及多种音乐风格结合的曲风。
《[12:00]》的销售量刷新了本月少女单张迷你专辑的记录，本月少女也凭借这张专辑成为了第六个进入美国《告示牌》二百强专辑榜的韩国女子组合。專輯收錄曲〈Star〉进入《告示牌》主流四十強單曲榜，这是韩国女子团体第二个进入该榜单的单曲。

## 发行背景
2020年9月14日，有媒体报道称，Blockberry Creative在一场涉及价值35亿韩元投资的的诉讼案一审败诉后仍以本月少女的活动作为第一要务，并表示组合正在准备以新专辑回归。9月17日，Blockberry Creative在本月少女的官方Youtube主页上发布了一个预告片，预告片中先出现了显示首尔当地时间11:59的电子时计，之后出现了洛杉矶、巴黎、曼谷、雷克雅未克等地的实景和当地时间，最后时计变成12:00。影片的最后，Blockberry Creative宣布本月少女将以迷你专辑《[12:00]》于10月19日回归。同日Blockberry Creative还表示，因健康原因缺席上次以《[#]》之回归的本月少女队长夏瑟将继续缺席本次回归，团队仍将暂时以11人体制进行相关活动。首张预告照于次日被公开，这张概念为「午夜庆典」（Midnight Festival）的预告照被认为是隐含了“与本月少女一起奔向月亮”的含义，并表现了本月少女与众不同的世界观。Blockberry Creative之后又在近一个月时间内公开了四组个人预告照和团体概念照。9月29日，Blockberry Creative宣布将在当地时间10月20日0时举行本月少女的首个线上演唱会「LOOΠΔ On Wave [LOOΠΔTHEWORLD : Midnight Festival]」。
9月25日，Blockberry Creative公开了《[12:00]》的曲目表，该迷你专辑由主题曲〈Why Not?〉和同名序曲〈[12:00]〉等八首歌曲组成。10月12日，专辑的预约售卖开始，共发售四个不同版本，与宣传时发出的四套预告照相对应。14日，Blockberry Creative公开了全部八首歌曲的试听片段，并在次日公开了主题曲〈Why Not?〉的音乐录像带预告。19日韩国时间18时，《[12:00]》的音源和〈Why Not?〉的音乐录像带正式公开，实体专辑也在同日开始发售。

## 音乐录像带
与专辑音源同步公开的主题曲〈Why Not?〉音乐录像带由拍摄过大量本月少女及其子团体之音乐视频的韩国公司Digipedi制作。在MV中，通过成员在月光下跳圆舞曲的场景表达了「Why not?」的概念，成员多种多样的发色和配饰则烘托了「午夜庆典」的氛围。
11月16日，官方公开了收录于《[12:00]》的后续曲〈Star〉之音乐录像带预告。〈Star〉是同样收录于专辑中的歌曲〈Voice〉之英文版本，该歌曲的音乐录像带于18日被正式公开。〈Star〉的剧情受到睡美人和客观宇宙的启发，讲述了本月少女成员在一个神秘的空间醒来后追逐梦想的故事。影片中的星星代表其粉丝「Orbit」，象征着成员追寻梦想时粉丝们的支持。

## 主题和构成
《[12:00]》发布前的多组预告概念照中融入了世界各地的节日元素，以此契合「午夜庆典」的概念并诠释本月少女独特的风格。组合希望藉此专辑发出「与全世界的本月少女同在」的口号，希望全世界的「本月少女」们都可以得到尊重、平等与自由。成员Go Won接受Idolator采访时表示，组合希望通过这张专辑让人感受到节日的氛围，以此给予处于艰难时期的世人们能量。姬振则表示希望能在专辑中展示一个更全面的团队形象，并展示一些新东西。News1的记者金敏智指出，在SM娛樂创始人李秀满参与《[#]》和《[12:00]》的制作后，本月少女一改《[+ +]》和《[X X]》的风格，从清纯向「Girl Crush」风格的女子组合转型，并藉此最大化了她们的魅力。
《[12:00]》收录了八首歌曲，包括引曲〈Intro〉、主题曲〈Why Not?〉和〈Voice〉的英文版本〈Star〉。主题曲〈Why Not?〉是一首使用D大调调式的电子流行乐，并融入了放克和未来贝斯的元素。〈Voice〉和英文填词版本的〈Star〉则是采用了升f小調调式，其编曲结合了放克和迪斯科的风格。序曲〈Intro〉是一段电子风格的纯音乐，其间加入了火箭发射倒计时的语音片段。〈Universe〉和〈Hide & Seek〉都带有谣曲风格，〈Hide & Seek〉除此之外还添加了节奏布鲁斯的元素。〈OOPS!〉则是融入了强烈说唱的重贝斯乐曲。

## 宣传活动

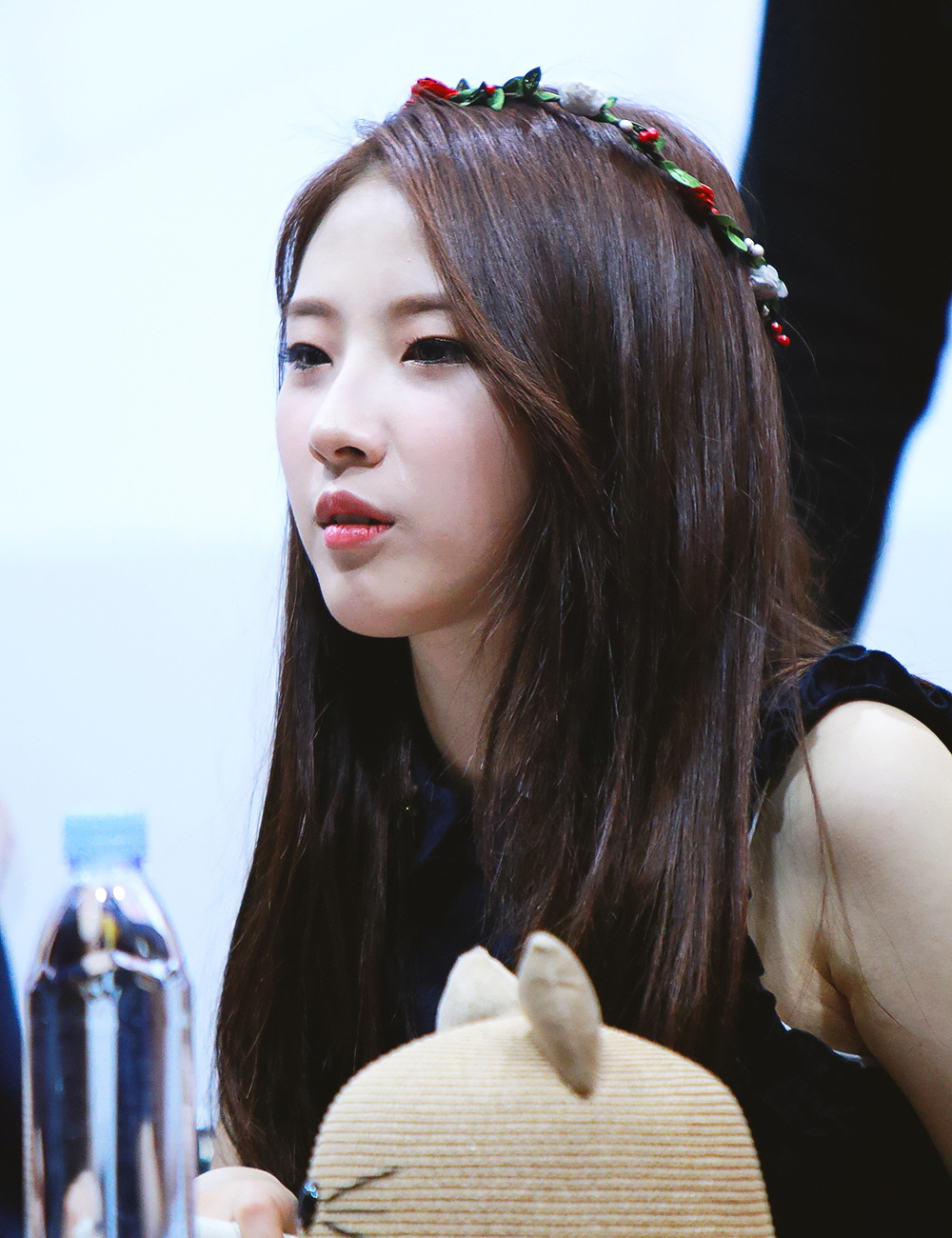
本月少女队长夏瑟，因为健康原因没有参加本次专辑的活动

在专辑发行前的10月16日，官方于网剧平台Playlist公开了本月少女的团体综艺《B Side2》，以综艺化的形式介绍了专辑制作的过程。专辑发行当日下午2时，本月少女在首尔龙山区举办了回归纪念舞台，并在次日0时举办了首个线上演唱会「LOOΠΔ On Wave [LOOΠΔTHEWORLD : Midnight Festival]」，这也是本月少女时隔18个月后第一次举办正式音乐会。《[12:00]》的第一场回归打歌舞台在Mnet的旗下节目《M! Countdown》举行，在节目上本月少女表演了专辑的主题曲〈Why not?〉。12月3日，Blockberry Creative宣布为回报粉丝支持，将以〈Voice〉作为后续曲重新开始活动。〈Voice〉的首场打歌舞台于次日在KBS旗下节目《音乐银行》进行。
11月20日，本月少女出演了美国电台「KIIS-FM」的电台节目以宣传后续曲〈Star〉，并与請夏一起参与了该电台举办的「Jingle Ball Village 2020」音乐会。

## 專業評價
專輯普遍獲得媒體好評。AllMusic的尼爾·Z·楊（Neil Z. Yeung）給予專輯4星評價（滿分5星），他讚賞這是張有著精良製作且富有活力的流行舞曲作品。Allkpop的洛林·葉（Lorraine Ye）給予專輯7.5/10分，葉也認同專輯有著很高的製作水平，但後半段的〈Universe〉和〈Hide & Seek〉吸引力不足，使得他更喜歡專輯的前半段。全国公共广播电台的拉泰莎·哈里斯（LaTesha Harris）將專輯列為「2020年最佳专辑」第6名。
《Dazed》將〈Why Not?〉列為「2020年度最佳40首韓國流行歌曲」第35名，表示這讓團體拿下首座音樂節目冠軍的歌曲，不單只有強而有力的副歌，更擁有永不放棄的堅定信念。CNN菲律賓頻道評選〈Star〉為「2020年度最佳韓國流行歌曲」之一。評論員JPRB表示這是首團體寫給粉絲們的情歌，〈Star〉每一刻都充滿了力量，一直到最後的副歌才綻放出完美融合的聲樂色彩和令人眼花繚亂的同步舞蹈。BuzzFeed把〈Star〉排在第33名，埃姆林·特拉维斯（Emlyn Travis）評論道：「這首以韓語、英語發布的歌曲，其歡快的節奏和甜美的歌詞自然而然地為你臉上帶來笑容。我也永遠不會忘記它的MV；無論女孩們是坐在充滿燦爛燈光的房間裡，還是在一個充滿流星的星系中跳舞，都有種溫暖且毫不費力的美感，與歌曲振奮人心的歌詞相得益彰。」。

## 商业成绩
根据韩国国内音乐销售统计榜单的數據，《[12:00]》首周销售量达到46,913张，刷新了自身的记录。该销售量在当时的年度韩国女子团体专辑销量首周首榜上可以排到第17位。專輯在10月共售出85,627张，刷新了《[#]》发售时创下的记录，成為該月Gaon專輯榜殿軍。
《[12:00]》在发行后的三天内取得了51个国家的iTunes专辑排行榜冠军，并在iTunes的世界专辑排行榜上连续三天排在首位。《[12:00]》在美国《告示牌》二百强专辑榜的最高排位为112，这是继BoA、少女时代、2NE1、Twice和BLACKPINK后首个进入该榜单的韩国女歌手或女子组合，亦是首張出自韩国中小型公司且成功入榜的女子组合专辑。
專輯收錄曲〈Star〉进入《告示牌》主流四十強單曲榜，这是韩国女子团体唯二进入该榜单的单曲，另一单曲是BLACKPINK和赛琳娜·戈麦斯合作的〈Ice Cream〉。

## 曲目列表
| [12:00]  | [12:00]                         | [12:00]                                                      | [12:00]                                                      | [12:00]                   | [12:00] |
| 曲序     | 曲目                            |                                                              | 作曲                                                         | 编曲                      | 时长    |
| -------- | ------------------------------- | ------------------------------------------------------------ | ------------------------------------------------------------ | ------------------------- | ------- |
| 1.       | 12:00                           |                                                              | Coach & Sendo                                                | Coach & Sendo             | 1:13    |
| 2.       | Why Not?                        | 黄宥彬                                                       | 威尔·西姆斯 索恩德雷·尼斯特罗姆 茱莉亚·费恩塞特 艾伦·伯格    | 威尔·西姆斯 Coach & Sendo | 3:25    |
| 3.       | Voice（목소리；声音）           | 马凯米恩工作室 JQ                                            | 杰西·圣·约翰 （ 英语 ： Jesse Saint John） 乔治娅·古 （ 英语 ： Georgia Ku） Trackside | Trackside                 | 3:18    |
| 4.       | Fall Again（기억해；铭记）      | 金涟序                                                       | JINBYJIN （ 英语 ： Dsign_Music） 金涟序                                | JINBYJIN                  | 3:35    |
| 5.       | Universe                        | 赵允京                                                       | 丹尼尔·杜恩 卡特琳娜·内娅·克莉丝·约根森 彼得·沃勒维克        | 彼得·沃勒维克             | 3:34    |
| 6.       | Hide & Seek（숨바꼭질；捉迷藏） | 文慧敏                                                       | 保罗·索尔博 弗雷德里克·拉德尔-西蒙森 马蒂尔达·弗洛门高       | ROSII                     | 3:02    |
| 7.       | Oops!                           | 金涟序                                                       | 法特·法贝 哈利·索默达尔 金涟序 马蒂尔达·弗洛门高             | Bangers & Cash            | 2:42    |
| 8.       | Star                            | 杰西·圣·约翰 （ 英语 ： Jesse Saint John） 乔治娅·古 （ 英语 ： Georgia Ku） Trackside | 杰西·圣·约翰 （ 英语 ： Jesse Saint John） 乔治娅·古 （ 英语 ： Georgia Ku） Trackside | Trackside                 | 3:18    |
| 总时长： | 总时长：                        | 总时长：                                                     | 总时长：                                                     | 总时长：                  | 24:07   |

*注：「Oops!」为全部大写，人名为音译。

## 榜单排名

### 每周排名
| 榜单 (2020年)                         | 最高排位 |
| ------------------------------------- | -------- |
| 韩国专辑榜（Gaon）                    | 4        |
| 英國專輯榜（OCC）                     | 15       |
| 美国（《告示牌》200）                 | 112      |
| 美国最佳熱門發現專輯榜 （《告示牌》） | 1        |
| 美國（《告示牌》Independent Albums）  | 23       |
| 美國（《告示牌》World Albums）        | 4        |

### 年末榜单
| 榜单（2020年）      | 榜单（2020年）      | 榜单（2020年）      | 榜单（2020年）      | 榜单（2020年）      | 榜单（2020年）      | 榜单（2020年）      | 榜单（2020年）      | 榜单（2020年）      | 排位 | 排位 | 排位 |
| ------------------- | ------------------- | ------------------- | ------------------- | ------------------- | ------------------- | ------------------- | ------------------- | ------------------- | ---- | ---- | ---- |
| 韩国专辑榜 （Gaon） | 韩国专辑榜 （Gaon） | 韩国专辑榜 （Gaon） | 韩国专辑榜 （Gaon） | 韩国专辑榜 （Gaon） | 韩国专辑榜 （Gaon） | 韩国专辑榜 （Gaon） | 韩国专辑榜 （Gaon） | 韩国专辑榜 （Gaon） | 71   | 71   | 71   |

## 销量认证和发行历史
Template:Table End
| 地區 | 认证 | 认证单位/销量 |
| ---- | ---- | ------------- |
| 韓國 | —    | 114,503       |
| 美國 | —    | 14,400        |

| 地区     | 发行日期       | 发行格式               | 唱片公司                     |
| -------- | -------------- | ---------------------- | ---------------------------- |
| 韓國     | 2020年10月19日 | 數位音樂下載 流媒体 CD | Blockberry Creative Kakao M  |
| 其他地区 | 2020年10月19日 | 數位音樂下載 流媒体 CD | Blockberry Creative 华纳唱片 |